# Dicranocnemus andreai
Dicranocnemus andreai är en skalbaggsart som beskrevs av Schein 1958. Dicranocnemus andreai ingår i släktet Dicranocnemus och familjen Melolonthidae. Utöver nominatformen finns också underarten D. a. zumpti.